# Часовникова кула (Пещера)
Часовниковата кула в Пещера, позната също като Саха̀та, е постройка от втората половина на XVII век в град Пещера.
Часовниковата кула е построена на възвишение непосредствено над града. Основата на кулата е изградена от камък и има правоъгълна форма с дължина на страните 3,55 x 3,85 m, височината ѝ е 8,55 m. Горната част на кулата е изградена от дървени греди с пълнеж от кирпич. Общата височина е 13,55 m.
Първоначално часовникът е без циферблат и отмерва времето по турското часоброене. След Освобождението е изоставен и часовниковият механизъм е откраднат. Реставрирана е през 1970-те години, като новият механизъм е изработен в Техникума по фина механика в София.